# André Luciano da Silva
André Luciano da Silva, más conocido como Pinga (27 de abril de 1981, Fortaleza, Brasil), es un exfutbolista brasileño. Su último club fue el América Futebol Clube (MG). Ha jugado en Italia con los equipos Treviso, Torino y Siena.
Fue jugador del Internacional y jugó en la Copa Libertadores en la cual ganó el título en agosto de 2006.
- Datos: Q521024